# Klaus-Peter Schulenberg
Klaus-Peter Schulenberg (* 14. Juli 1951 in Bremen) ist ein deutscher Unternehmer und Vorstandsvorsitzender der CTS Eventim AG.

## Biografie
Schulenberg war während seiner Schulzeit Mitglied einer kleinen Band mit dem Namen Free. Er spielte Gitarre und Orgel und übernahm gelegentlich den Gesang. Für seine Band organisierte Schulenberg die Auftritte. 1972 veranstaltete er erstmals ein Konzert für den Schlagersänger Bernd Clüver, den er auch managte.  Schulenberg studierte Wirtschaftswissenschaften an der Universität Bremen. Noch in seiner Studienzeit gründete er 1973 eine Künstlermanagement- und Veranstaltungsagentur, die zu Beginn der 1970er Jahre Konzerte von Alice Cooper, The Rolling Stones und anderen in Deutschland organisierte. Das Studium gab er zugunsten seiner Veranstalterkarriere auf.
1996 kaufte Schulenberg das Ticketing-Unternehmen CTS aus München, das er im Jahr 2000 an die Börse brachte. Das im SDAX notierte Unternehmen hatte im Juni 2023 eine Marktkapitalisierung von 6,82 Mrd. Euro. Schulenberg hält an CTS Eventim 38,83 % der Aktien und ist damit größter Anteilseigner des Unternehmens.
Für die Fußball-Weltmeisterschaft 2006 in Deutschland vertrieb CTS Eventim die Eintrittskarten. Schulenberg soll mit dafür gesorgt haben, dass 52.000 Tickets auf den Schwarzmarkt verschoben wurden. Dabei wurden rund 12 Millionen Euro Gewinn erzielt. Daraufhin ermittelte die Staatsanwaltschaft München ab 2009. Das Verfahren wurde im August 2015 gegen Zahlung einer Geldstrafe eingestellt. Von der KPS Verlagsgesellschaft mbH, die u. a. das Anzeigenblatt Weser-Report herausgibt, musste sich Schulenberg 2010 aus kartellrechtlichen Gründen trennen. Er erwarb das Blatt in den 1980er Jahren von der CDU Bremen und machte daraus ein kostenloses Anzeigenblatt. Der Name KPS ist von Schulenbergs Initialen abgeleitet.
2018 erhielt ein Konsortium der CTS Eventim und Kapsch TrafficCom den Zuschlag vom deutschen Verkehrsministerium zur Erhebung der geplanten und 2019 gescheiterten Pkw-Maut in Deutschland.
Schulenberg und seine Lebensgefährtin Ulrike Thümmel sind Mitglieder des Advisory Council des Deutschen Krebsforschungszentrums (DKFZ) in Heidelberg.
In der Forbes-Liste der reichsten Menschen belegt Schulenberg im Jahr 2024 mit einem geschätzten Vermögen von 4 Mrd. US-Dollar Platz 785.

### Familie
Schulenberg lebt mit seiner Lebensgefährtin Ulrike Thümmel in Hamburg. Sie hat eine von ihm adoptierte Tochter, Juliane Schulenberg, die Regierungsdirektorin bei der Beauftragten der Bundesregierung für Kultur und Medien ist und gleichzeitig im Aufsichtsrat der CTS Eventim AG & Co. KGaA sitzt, sowie einen Sohn.